# Al Jolson
Al Jolson, pseudonimo di Asa Yoelson (Seredžius, 26 maggio 1886 – San Francisco, 23 ottobre 1950), è stato un cantante, attore e compositore russo naturalizzato statunitense, primo cantante a vendere oltre 10 milioni di copie .

## Biografia
Al Jolson nacque nel 1886 come Asa Yoelson (in yiddish אַסאַ יואלסאָן‎?) nello shtetl (villaggio ebraico) di Srednike (in yiddish  סרעדניק‎?) adesso noto come Seredžius, nei pressi di Kaunas in Lituania, allora parte dell'Impero Russo. Era il quinto e ultimo figlio di Moses Rubin Yoelson e di Nechama "Naomi" Cantor. Il padre era un rabbino e, nella speranza che i figli diventassero anch'essi cantori di sinagoga, si impegnò nell'impostare le loro voci fin dall'infanzia. Nel 1890 decise di emigrare negli Stati Uniti per assicurare un futuro migliore alla famiglia e nel 1894 la moglie e i figli lo raggiunsero, stabilendosi a Washington.

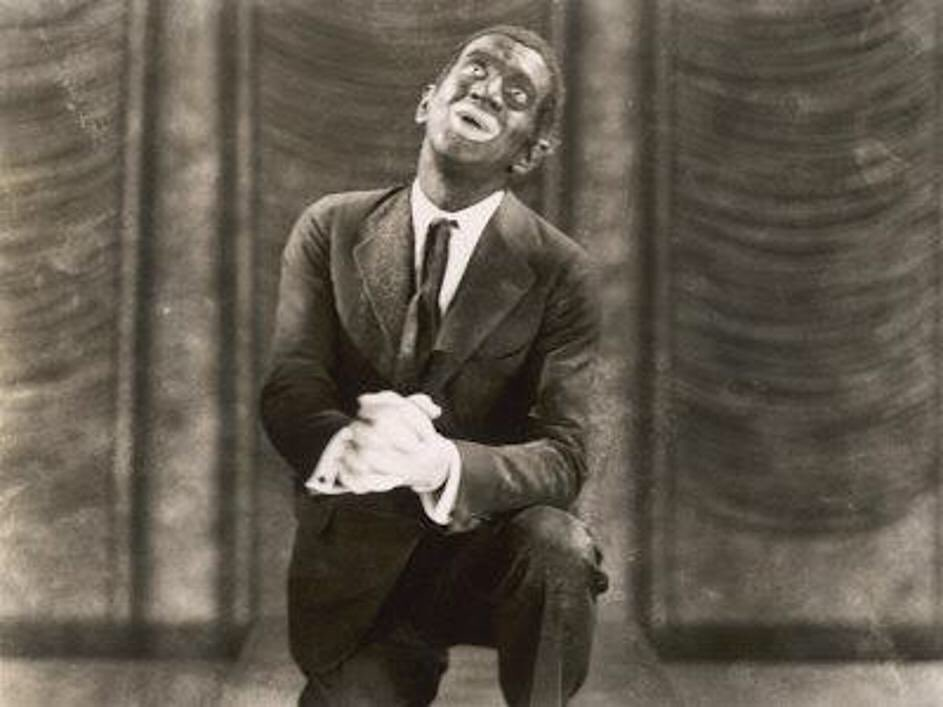
Al Jolson nel film Il cantante di jazz (1927)

Il giovane Asa e il fratello Hirsch, dopo aver cambiato i loro nomi in Al e Harry, raggiunsero New York per tentare la carriera teatrale e mossero i primi passi sul palcoscenico come comparse. Nei primi anni del Novecento formarono un duo vocale che, con l'ingresso di un altro cantante, divenne il trio Jolson Palmer e Jolson. Fu in quel periodo che Al iniziò a esibirsi in scena con il volto tinto di nero, particolarità che lo avrebbe caratterizzato nel corso di tutta la sua carriera. Quando il gruppo si sciolse, Jolson proseguì la carriera da solo e, all'inizio degli anni Dieci fu scritturato nel Minstrel show, un genere di varietà all'epoca molto popolare, in cui gli artisti si presentavano sulla scena con la faccia dipinta di nero. Messosi in luce per la sua notevole presenza scenica, ottenne un ruolo secondario nel musical La Belle Paree, che a Broadway gli assicurò un enorme successo di pubblico e lo fece diventare il beniamino degli spettatori.
Durante il decennio, Jolson passò da un successo all'altro sulle scene newyorkesi in opere quali Honeymoon Express (1913), Dancing Around (1914), Robinson Crusoe Jr. (1916) e Sinbad (1918), in cui cantò due dei suoi motivi più celebri, Swanee e My Mammy. Nel 1921 gli fu dedicato un teatro, il Jolson Theatre, che aprì i battenti con uno spettacolo in cui appariva lo stesso cantante, e il successo continuò durante gli anni venti con show quali Big Boy, che rese celebre la canzone California Here I Come e ottenne anche il plauso della critica.

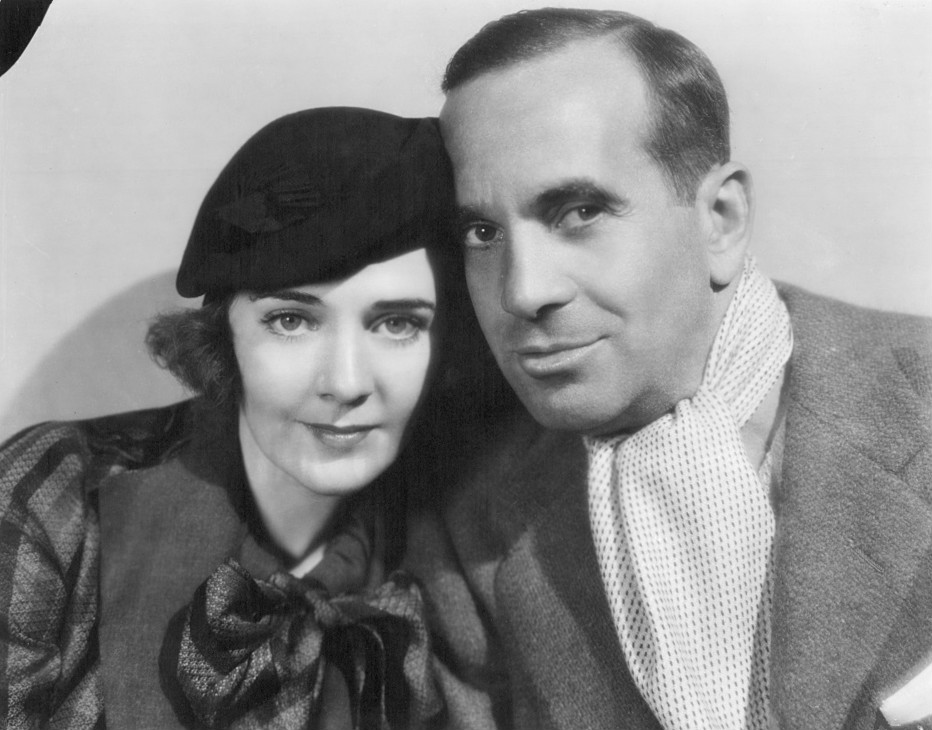
Con la moglie Ruby Keeler sul set di Wonder Bar (1934)

Puntando sulla sua fama di cantante e sull'alto numero di dischi da lui venduti, nel 1927 la Warner Brothers scritturò Jolson come protagonista del film Il cantante di jazz di Alan Crosland, pellicola che segnò l'inizio dell'era del cinema sonoro. Il successo fu trionfale e Jolson fu subito impiegato per un secondo film, Il cantante pazzo (1928). Tuttavia, la difficoltà di trovare buoni soggetti e registi in grado di gestire la sua esuberanza in scena, portò a un rapido declino della sua carriera cinematografica. Nel 1934 la Warner lo riportò sugli schermi con Wonder Bar, trasposizione di un suo grande successo di Broadway, che si avvalse delle coreografie di Busby Berkeley ma non ebbe il successo sperato. Durante gli anni trenta riapparve sporadicamente sul set, in partecipazioni straordinarie e ruoli secondari, in film come Canzoni appassionate (1936), La rosa di Washington (1939), e successivamente in Rapsodia in blu (1945), ma il pubblico aveva perso interesse nei confronti dei suoi musical ripetitivi.
Nel 1946 Hollywood gli dedicò un film biografico, Al Jolson, in cui il suo personaggio fu interpretato da Larry Parks. Jolson lavorò al doppiaggio delle canzoni e fece da supervisore alla realizzazione della pellicola, che ebbe un grande successo e lo rilanciò nel mondo dello spettacolo. Poco dopo aver terminato le riprese di un altro film, Non c'è passione più grande (1949), allestì a sue spese uno spettacolo che lo portò a esibirsi in Corea per le forze armate americane. Fu il suo ultimo impegno prima della morte, avvenuta il 23 ottobre 1950.
Le sue canzoni sono state inserite nella colonna sonora di un'ottantina di film, tra cui The Aviator (Blue Skies) e King Kong (I'm Sitting on Top of the World).

### Vita privata
Dopo due matrimoni falliti, nel 1928 sposò in terze nozze l'attrice Ruby Keeler, con la quale nel 1935 girò il film Go Into Your Dance e dalla quale divorziò nel 1940.

## Filmografia parziale
- Il cantante di jazz (The Jazz Singer), regia di Alan Crosland (1927)
- Il cantante pazzo (The Singing Fool), regia di Lloyd Bacon (1928)
- Sonny Boy, regia di Archie Mayo (1929)
- Papà mio! (Say It with Songs), regia di Lloyd Bacon (1929)
- Show Girl in Hollywood, regia di Mervyn LeRoy (1930)
- Nomadi del canto (Mammy), regia di Michael Curtiz (1930)
- Big Boy, regia di Alan Crosland (1930)
- Hallelujah I'm a Bum, regia di Lewis Milestone (1933)
- Wonder Bar, regia di Lloyd Bacon (1934)
- Canzoni appassionate (Go Into Your Dance), regia di Archie Mayo (1935)
- The Singing Kid, regia di William Keighley (1936)
- La rosa di Washington (Rose of Washington Square), regia di Gregory Ratoff (1939)
- Hollywood Cavalcade, regia di Irving Cummings (1939)
- Il canto del fiume (Swanee River), regia di Sidney Lanfield (1940)
- Rapsodia in blu (Rhapsody in Blue), regia di Irving Rapper (1945)
- Al Jolson (The Jolson Story), regia di Alfred E. Green (1946)
- Non c'è passione più grande (Jolson Sings Again), regia di Henry Levin (1949)

### Filmati d'archivio
- Wilson, regia di Henry King (1944)

## Doppiatori
- Gualtiero De Angelis in La rosa di Washington, Il canto del fiume
- Gaetano Verna in Rapsodia in blu

## Attivismo
Con il suo stile dinamico di cantare jazz e blues ha avuto un grande successo estraendo la musica tradizionalmente afroamericana e rendendola popolare per il pubblico americano bianco dell'epoca che altrimenti con molta probabilità non sarebbe stato altrettanto disposto ad ascoltarla da veri artisti neri. Nonostante la sua perpetuazione di stereotipi neri, il suo lavoro è stato molto spesso ben considerato e lodato dalle pubblicazioni afroamericane, ed è stato accreditato per aver combattuto contro la discriminazione dei neri americani a Broadway già nel 1911.